# Luchasaurus
Austin Matelson (né le 10 mars 1985 à Woodlands Hills (Californie)) est un catcheur (lutteur professionnel) américain. Il travaille actuellement à la All Elite Wrestling, sous le nom de Luchasaurus.

## Carrière

### World Wrestling Entertainement (2012-2013)

#### NXT Wrestling (2012-2014)
En 2012, Austin Matelson signe un contrat avec la World Wrestling Entertainment. Il est envoyé à la NXT Wrestling, territoire de développement de la WWE, où il lutte sous le nom de Judas Devlin.
Il fait ses débuts le 6 mars 2013 en perdant avec Scott Dawson contre Adrian Neville dans un handicap match.
On apprend le 11 novembre qu'il est inactif à cause d'une blessure à la colonne vertébrale.
En 2014, il est libéré de son contrat à la suite de sa blessure.

### Lucha Underground (2016-2018)
Lors de My Sacrifice, il attaque Taya et Johnny Mundo. Le 18 juillet 2018, il bat Johnny Mundo.

### All Elite Wrestling (2019-...)

#### Jurassic Express (2019-2022)
Le 25 mai 2019 lors du show inaugural de la All Elite Wrestling : Double or Nothing, il fait ses débuts en participant à la 21-Man Casino Battle Royal, élimine Private Party (Isiah Kassidy et Marq Quen), avant d'être lui-même éliminé par "Hangman" Adam Page. 3 jours plus tard, il signe officiellement avec la compagnie.
Le 13 juillet à Fight for the Fallen, Jungle Boy et lui perdent un 3-Way Tag Team Match face à Evil Uno et Stu Grayson, qui inclut également The Hybrid 2 (Angélico et Jack Evans). Le 31 août à All Out, Jurassic Express (Jungle Boy, Marko Stunt et lui) perd face à SCU (Christopher Daniels, Frankie Kazarian et Scorpio Sky) dans un 6-Man Tag Team Match.
Le 23 mai 2020 à Double or Nothing, il ne remporte pas le Casino Ladder Match, gagné par Brian Cage.
Le 1er juillet à Fyter Fest, Jungle Boy et lui battent MJF et Wardlow. Le 15 juillet à Fight for the Fallen, Jurassic Express perd face à l'Elite (Kenny Omega et les Young Bucks) dans un 6-Man Tag Team Match. Le 5 septembre à All Out, ils perdent face aux Young Bucks.
Le 7 mars 2021 à Revolution, ils participent à une Casino Tag Team Battle Royal, où ils éliminent le Dark Order, Ortiz et Santana, The Pretty Picture, Varsity Blonds et PAC, avant d'être eux-mêmes éliminés par Rey Fenix en dernière position et Bear Country.
Le 13 août à Rampage, ils félicitent Christian Cage, après sa victoire sur Kenny Omega pour le titre mondial d'Impact. Le 5 septembre lors du pré-show à All Out, les Best Friends et eux battent HFO (Matt Hardy, Private Party et TH2) dans un 10-Man Tag Team Match.
Le 13 novembre à Full Gear, Christian Cage, Jungle Boy et lui battent Superkliq (les Young Bucks et Adam Cole) dans un Falls Count Anywhere Match.
Le 5 janvier 2022 à Dynamite, Jungle Boy et lui deviennent les nouveaux champions du monde par équipe de la AEW en battant les Lucha Brothers. Le 6 mars à Revolution, ils conservent leurs titres en battant reDRagon et les Young Bucks dans un 3-Way Tag Team Match.
Le 29 mai à Double or Nothing, ils conservent leurs titres en battant la Team Taz (Ricky Starks et Powerhouse Hobbs), Keith Lee et Swerve Strickland dans un 3-Way Tag Team Match. Le 15 juin à Dynamite, ils perdent face aux Young Bucks dans un Ladder Match, ne conservant pas leurs titres. Après le combat, Christian Cage effectue un Heel Turn en attaquant son partenaire avec son Killswitch et le frappant avec deux chaises par un Con-Chair-To, ce qui met fin à leur alliance.

#### The Patriarchy, champion TNT et champion Trios et pneumonie (2022-2024)
Le 29 juin à Dynamite, il s'allie officiellement avec Christian Cage, effectue également un Heel Turn, arbore un look encore plus sombre et ténébreux, puis bat rapidement Serpentico.
Le 4 septembre à All Out, il attaque son désormais ex-partenaire dans le dos, ce qui permet à Christian Cage de le battre.
Le 19 novembre à Full Gear, il perd face à Jungle Boy dans un Steel Cage match.
Le 17 juin 2023 à Collision, il devient le nouveau champion TNT en battant Wardlow et remporte le titre pour la première fois de sa carrière et son premier titre personnel.
Le 3 septembre à All Out, il conserve son titre en battant Darby Allin, aidé par les interventions extérieures de son partenaire. Le 23 septembre à Collision, il ne conserve pas sa ceinture, battue par son allié dans un 3-Way match qui inclut également son même adversaire, ce qui met fin à un règne de 98 jours.
Le 1er octobre lors du pré-show à WrestleDream, il bat Nick Wayne. À la fin de la soirée, il forme officiellement un trio avec le vétéran canadien et son adversaire du pré-show qui a effectué un Heel Turn en attaquant Darby Allin avec la ceinture du second et permettre à celui-ci de conserver sa ceinture, jusqu'à ce que Sting et Adam Copeland, qui fait ses débuts avec la fédération, ne viennent en aide au quatrième. Le 18 novembre à Full Gear, les trois catcheurs perdent face à Sting, Darby Allin et Adam Copeland dans un Trios match. Le 30 décembre lors du pré-show à Worlds End, il remporte la Battle Royal en éliminant en dernier Trent Beretta et un contrat qui lui donne droit à un match pour le titre TNT. À la fin de la soirée, après qu'Adam Copeland ait remporté la ceinture, il l'attaque et s'apprête à utiliser son contrat sur lui, mais est contraint de le donner au leader du clan qui le signe à sa place et remporte la ceinture, pour la seconde fois, en prenant sa revanche sur le premier dans un No Disqualification match.
Le 20 juillet 2024 à Collision, ses deux partenaires et lui deviennent les nouveaux champions du monde Trios en battant Bang Bang Gang (Juice Robinson et The Gunns) et remportent les titres pour la première fois de leurs carrières.
Le 25 août à All In, ils ne conservent pas leurs ceintures, battus par Blackpool Combat Club (Claudio Castagnoli et Wheeler Yuta) et PAC dans un 4-Way London Ladder match qui inclut la House of Black (Malakai Black, Brody King et Buddy Matthews) et le Bang Bang Gang, ce qui met fin à un règne de 56 jours. Plus tard, il redevient Luchasaurus et aide le vétéran canadien à gagner le Casino Gautlet match.
Le 9 octobre, il souffre d'une pneumonie sévère et est contraint de s'absenter pour une durée indéterminée.

## Palmarès
- All Elite Wrestling
  - 1 fois Champion du monde par équipe de la AEW (avec Jungle Boy)
  - 1 fois Champion TNT de la AEW
  - 1 fois Champion du Monde Trios de l'AEW (avec Christian Cage et Nick Wayne)

- All-Star Wrestling
  - 1 fois ASW Tag Team Champion avec The Thunder From Jalandhar
- DDT Pro-Wrestling
  - 1 fois Ironman Heavymetalweight Champion

- Lucha Underground
  - 1 fois Lucha Underground Trios Championship avec Drago, Pindar et Kobra Moon

- Millennium Pro Wrestling
  - 1 fois MPW Heavyweight Champion

- Wrestling Blitz
  - 1 fois PWB Tag Team Champion avec Serpentico

## Récompenses des magazines
- Pro Wrestling Illustrated

| Année | 2013 | 204 à 2018 | 2019 | 2020 | 2021 | 2022 | 2023 |
| ----- | ---- | ---------- | ---- | ---- | ---- | ---- | ---- |
| Rang  | 331  | Non classé | 434  | 105  | 204  | 204  | 298  |

| # | Résultat | Adversaire                               | Évènement        | Date             | Durée | Lieu                                  | Notes |
| - | -------- | ---------------------------------------- | ---------------- | ---------------- | ----- | ------------------------------------- | --- |
| 1 | Victoire | Superkliq (Adam Cole et The Young Bucks) | Full Gear (2021) | 13 novembre 2021 | 25:11 | Target Center, Minneapolis, Minnesota | Il s'agit d'un Six Man Tag Team Falls Count Anywhere Match. il faisait équipe avec Christian Cage et Jungle Boy,. |